# San Antonio Falls
Die San Antonio Falls (Noh-sus) sind ein kleiner Wasserfall im Toledo District von Belize. Die Wasserfälle liegen zwischen dem namengebenden Ort San Antonio und Santa Cruz.
Die Wasserfälle stürzen über eine Kalkstein-Stufe von ca. 2,4 m (8 ft).
Es gibt die Möglichkeit im Tosbecken des Wasserfalls zu baden. Im Umfeld wurden Wanderwege durch die tropische Vegetation angelegt und es gibt Umkleidekabinen und einen Picknickplatz. Eine Eintrittsgebühr wird erhoben.